# Orchestre symphonique de Chicago
L’Orchestre symphonique de Chicago (en anglais Chicago Symphony Orchestra ; également connu sous l'acronyme « CSO ») est un orchestre symphonique américain basé à Chicago, dans l'État de l'Illinois. Fondé par Theodore Thomas en 1891, le CSO est l'un des plus anciens et des plus prestigieux des États-Unis.
Le dernier directeur musical de l'orchestre est Riccardo Muti, dont la période d'activité a duré 13 saisons, de 2010 à 2023. Le CSO est l'un des cinq orchestres américains à faire partie des « Big Five » (en français « les Cinq Grands »). Il est considéré comme étant l'un des meilleurs orchestres symphoniques du monde.
Depuis plus d'un siècle, l'orchestre se produit sur la scène du complexe musical du Symphony Center de Chicago (autrefois appelé Orchestra Hall), un bâtiment de style georgien situé au 220 South Michigan Avenue. Construit en 1904 par l'architecte Daniel H. Burnham, le Symphony Center est inscrit sur le Registre national des lieux historiques (NRHP) et sur les National Historic Landmark.
Depuis 1936, l'orchestre joue durant la période estivale au Ravinia Festival, un festival en plein air situé à Highland Park, en banlieue de Chicago. Chaque année, l'orchestre donne plus d'une douzaine de concerts sur six semaines.

## Historique
En 1890, Charles Norman Fay, un homme d'affaires de Chicago, invite le chef d'orchestre Theodore Thomas à rassembler un orchestre à Chicago. Sous le nom de "Chicago Orchestra", l'orchestre donne son premier concert le 16 octobre 1891 à l'Auditorium Theatre (dans l'Auditorium Building). C'est l'un des plus anciens orchestres des États-Unis, avec l'orchestre philharmonique de New York, l'orchestre symphonique de Boston et l'orchestre symphonique de Saint-Louis.

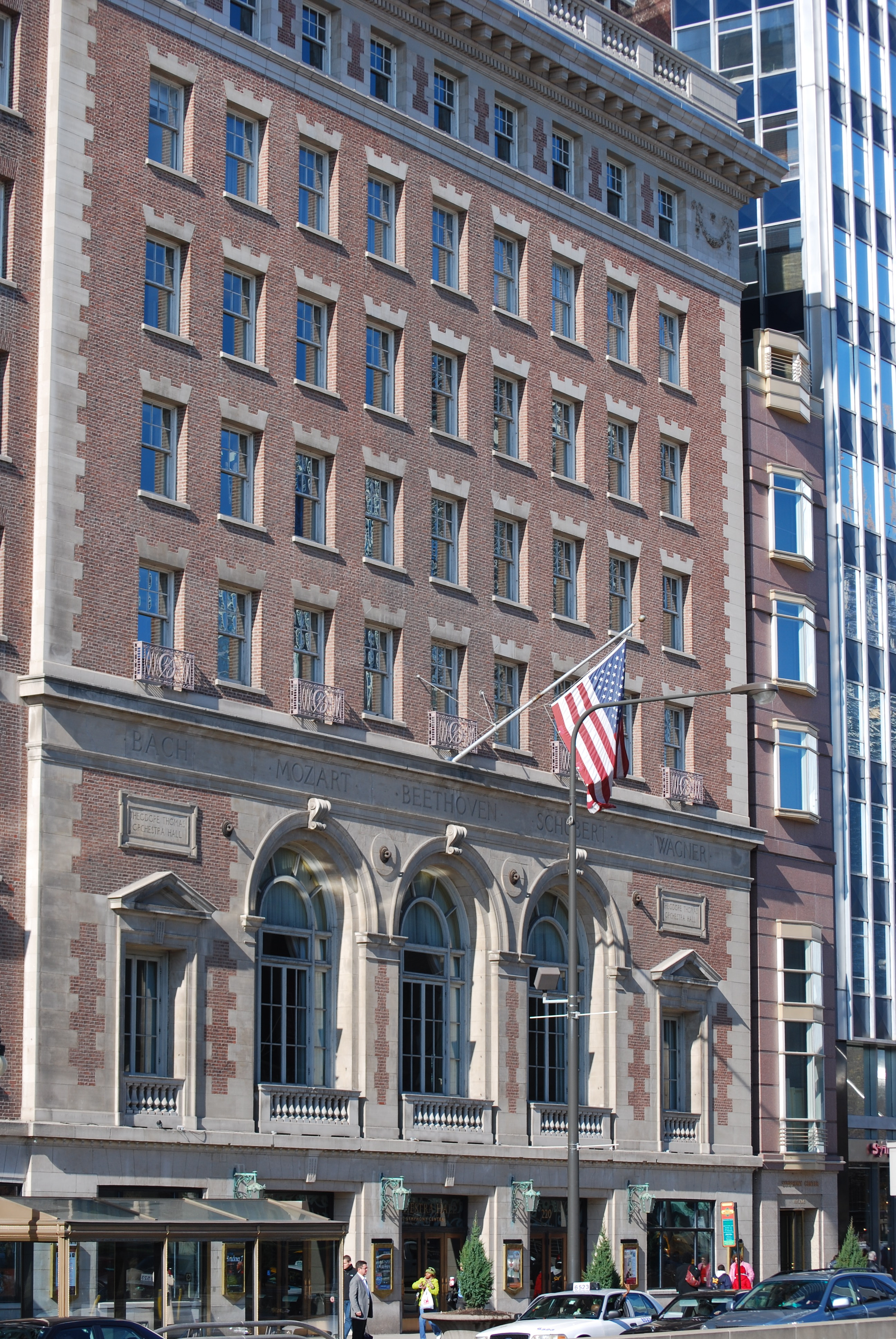
Le Symphony Center au 220 South Michigan Avenue.

L'Orchestra Hall, qui fait aujourd'hui partie du complexe musical du Symphony Center, a été conçu par l'architecte de Chicago Daniel H. Burnham et achevé en 1904. Le maestro Thomas en a été le directeur musical pendant treize ans, jusqu'à sa mort, peu après l'inauguration de la nouvelle résidence de l'orchestre, le 14 décembre 1904. L'orchestre a été rebaptisé « Theodore Thomas Orchestra » en 1905 et aujourd'hui encore, la façade de l'Orchestra Hall porte l'inscription « Theodore Thomas Orchestra Hall ».
En 1905, Frederick Stock devient directeur musical, poste qu'il occupera jusqu'à sa mort en 1942. L'orchestre est rebaptisé « Orchestre symphonique de Chicago » en 1913.
Les directeurs musicaux suivants ont été Désiré Defauw, Artur Rodziński, Rafael Kubelík, Fritz Reiner, Jean Martinon, Georg Solti et Daniel Barenboim. Solti a estimé qu'il était essentiel d'améliorer le profil international de l'orchestre. Il l'emmène en tournée européenne en 1971, jouant dans dix pays. C'était la première fois en 80 ans d'histoire que l'orchestre jouait en dehors de l'Amérique du Nord. L'orchestre a reçu les éloges des critiques européens et a été accueilli chez lui à la fin de la tournée par un défilé de ticker-tape parade. L'orchestre a été dirigé, entre autres, par Georg Solti et Daniel Barenboïm et par interim par Bernard Haitink.
Le 5 mai 2008, Riccardo Muti a été nommé comme le 10e directeur musical de l'orchestre. Son premier contrat de cinq ans a pris effet au début de la saison 2010-2011. Son contrat a été renouvelé pour cinq ans, jusqu'à la saison 2020. La plus récente prolongation du contrat de Muti avec le CSO, annoncée en janvier 2018, porte sur la saison 2021-2022. En janvier 2020, le CSO a confirmé que Muti mettrait fin à son mandat de directeur musical de l'orchestre à l'issue de la saison 2021-2022. En septembre 2021, le CSO a annoncé une révision du contrat de Muti en tant que directeur musical, avec une prolongation de la date prévue pour la fin de son mandat jusqu'à la fin de la saison 2022-2023. En juin 2023, il a été annoncé qu'à partir de la saison 2024-2025, Muti serait nommé directeur musical émérite à vie.
L'orchestre symphonique de Chicago fait partie des « Big Five », une expression utilisée pour désigner les cinq orchestres symphoniques américains les plus prestigieux,. Les quatre autres étant l'orchestre philharmonique de New York, l'orchestre symphonique de Boston, l'orchestre de Philadelphie et l'orchestre de Cleveland.

## Direction
- 1891-1905 : Theodore Thomas
- 1905-1942 : Frederick Stock
- 1943-1947 : Désiré Defauw
- 1947-1948 : Artur Rodziński
- 1950-1953 : Rafael Kubelik
- 1953-1962 : Fritz Reiner

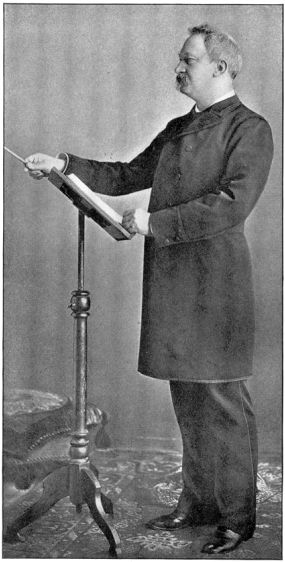
Theodore Thomas

- 1962-1963 : Fritz Reiner (conseiller musical)
- 1963-1968 : Jean Martinon
- 1968-1969 : Irwin Hoffman
- 1969-1991 : Sir Georg Solti
- 1991-1997 : Sir Georg Solti (directeur musical d'honneur)
- 1991-2006 : Daniel Barenboim (directeur musical)
- 2006-2010 : Bernard Haitink (chef principal)
- 2010-2023 : Riccardo Muti (directeur musical)
- 2023- : Riccardo Muti (directeur musical émérite à vie)
- À partir de 2027: Klaus Mäkelä (directeur musical)

## Chefs assistants/associés
- Arthur Mees – Assistant 1896–1898
- Frederick Stock – Assistant 1899–1905
- Eric DeLamarter – Assistant 1918–1933, Associé 1933–1936
- Hans Lange – Associé 1936–1943, Chef 1943–1946
- Tauno Hannikainen – Assistant 1947–1949, Associate 1949–1950
- George Schick – Assistant 1950–1952, Associé 1952–1956
- Walter Hendl – Associé 1958–1964
- Irwin Hoffman – Assistant 1964–1965, Associé 1965–1968, Chef 1969–1970
- Henry Mazer – Associé 1970–1986
- Kenneth Jean – Associé 1986–1993
- Michael Morgan – Assistant 1986–1993
- Yaron Traub – Assistant 1995–1998, Associé 1998–1999
- William Eddins – Assistant 1995–1998, Associé 1998–1999, Résident 1999–2004

## Liste des compositeurs en résidence
- 1987-1990 John Corigliano
- 1990-1997 Shulamit Ran
- 1997-2006 Augusta Read Thomas
- 2006-2008 Osvaldo Golijov et Mark-Anthony Turnage
- 2010–2015 Anna Clyne
- 2010–2015 Mason Bates
- 2015–présent Elizabeth Ogonek
- 2015–présent Samuel Adams (en)

## Source
- (en) Cet article est partiellement ou en totalité issu de l’article de Wikipédia en anglais intitulé « Chicago Symphony Orchestra » (voir la liste des auteurs).